# James Bobin
James Bobin es un director, escritor y productor inglés. Se le reconoce mayormente por ser el director de las películas actuales de la franquicia Los Muppets (2011-2014) y también por la película de fantasía Alicia a través del espejo (2016).

## Biografía
Bobin se crio en Titchfield, cerca de Fareham, Hampshire, y se educó en la Escuela primaria Titchfield y la Escuela primaria Portsmouth. En 1995, protagonizó el reality show Tiempos modernos: Compañeros de piso. Producido por la BBC2 del Reino Unido. [cita requerida]
Posteriormente dirigió y produjo The 11 O'Clock Show y Da Ali G Show, y colaboró en la creación de los personajes Ali G, Borat y Brüno. Junto a Bret McKenzie y Jemaine Clement, creó la serie Flight of the Conchords para HBO.
Como director de cine, realizó las películas: Los Muppets (2011), Muppets Most Wanted (2014), Alicia a través del espejo (2016) y Dora y la ciudad perdida (2019).

## Filmografía

### Cine
| Año  | Película                   | Director | Guionista | Notas |
| ---- | -------------------------- | -------- | --------- | ----- |
| 2011 | Los Muppets                | Sí       | No        |       |
| 2014 | Muppets Most Wanted        | Sí       | Sí        |       |
| 2016 | Alicia a través del espejo | Sí       | No        |       |
| 2019 | Dora y la ciudad perdida   | Sí       | No        |       |

### Televisión
| Año                      | Título                                | Director | Guionista | Productor |
| ------------------------ | ------------------------------------- | -------- | --------- | --------- |
| 1998                     | The 11 O'Clock Show                   | Sí       | Sí        | Asociado  |
| 2000 (UK) 2003–2004 (US) | Da Ali G Show                         | Sí       | Sí        | No        |
| 2004                     | Comedy Lab                            | Sí       | No        | Sí        |
| 2007–2009                | Flight of the Conchords               | Sí       | Sí        | Ejecutivo |
| 2011                     | Enlightened                           | Sí       | No        | No        |
| 2021                     | La misteriosa sociedad Benedict       | Sí       | No        | Ejecutivo |
| 2023                     | Percy Jackson y los dioses del Olimpo | Sí       | No        | Ejecutivo |

## Premios y nominaciones
Bobin recibió su primera nominación al BAFTA (Premio de la Academia Británica de Cine y Televisión) a la Mejor Serie de Comedia en 2000 por su trabajo en The 11 O'Clock Show. También ganó un premio de la Royal Television Society, así como una Rosa de Plata del Festival de Televisión de Montreux. Ganó un premio del Writers Guild of America en 2007.
Fue nominado a los premios Emmy a Mejor Guion y Dirección por Da Ali G Show en 2003, y nuevamente en 2005. En 2008 y 2009, fue nominado a Mejor Guion, Dirección y Música Original por Flight of the Conchords, y en 2009, también recibió una nominación a Mejor Serie de Comedia por su trabajo como productor ejecutivo.
En 2011, su primer largometraje, The Muppets, ganó un Oscar a la Mejor Canción Original por la canción «Man or Muppet» escrita por Bret McKenzie. El propio Bobin fue nominado al premio BAFTA al mejor debut de un escritor, director o productor británico.
| Año  | Premio                            | Categoría                                                   | Película                                                                                     | Resultado | Ref.  |
| ---- | --------------------------------- | ----------------------------------------------------------- | -------------------------------------------------------------------------------------------- | --------- | ----- |
| 2013 | BAFTA Awards                      | Outstanding Debut by a British Writer, Director or Producer | The Muppets                                                                                  | Nominado  | [ 3 ] |
| 2020 | Imagen Awards                     | Best Director - Feature Film                                | Dora y la ciudad perdida                                                                     | Nominado  | [ 4 ] |
| 2024 | Directors Guild of America Awards | Outstanding Directing – Children's Programs                 | Percy Jackson y los dioses del Olimpo (por "I Accidentally Vaporize My Pre-Algebra Teacher") | Pendiente | [ 5 ] |